# Tusrúd

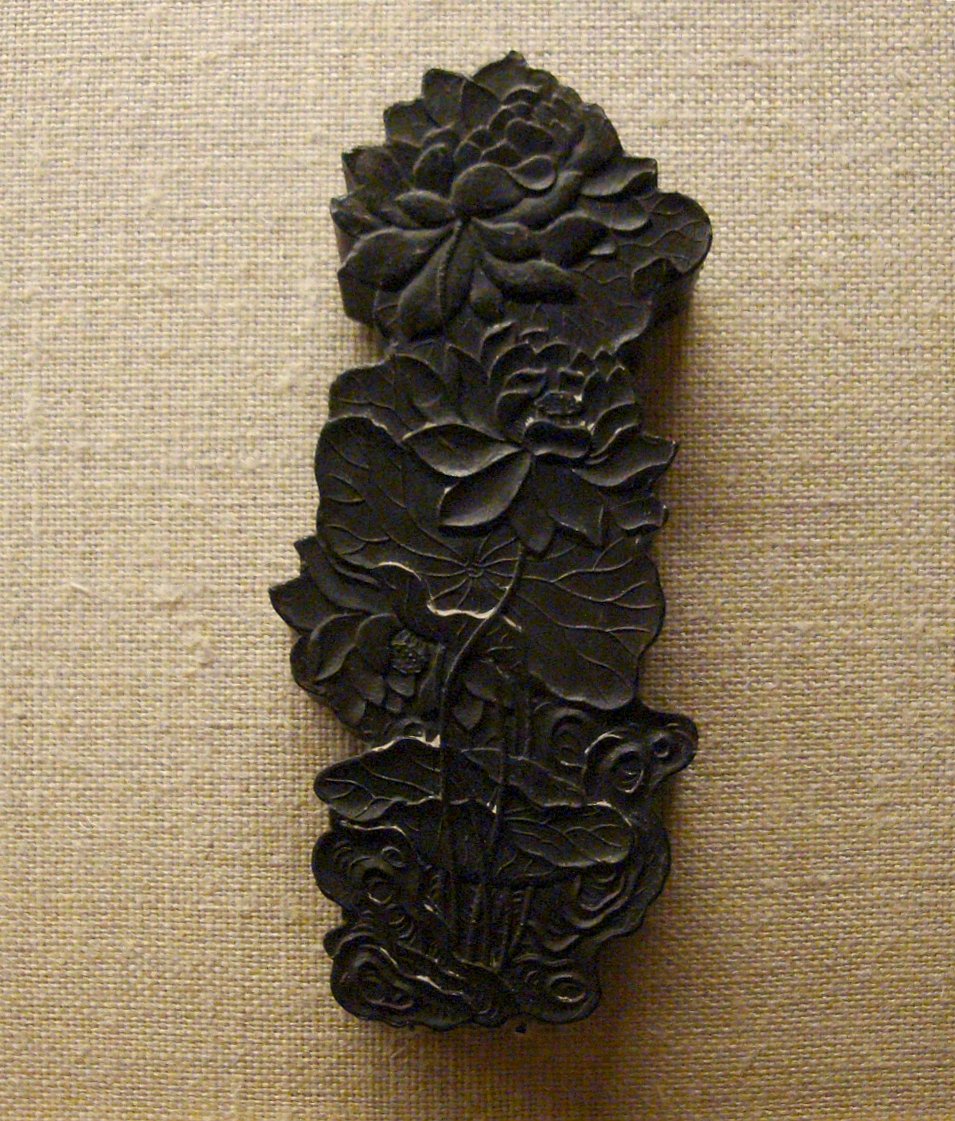
Egy régi kínai lótuszvirág formájú tusrúd

A tusrúd  (kínai: 墨 mó, japán: 墨 szumi, koreai: 먹 meok) a szilárd tinta egy fajtája (indiai tinta), amelyet hagyományosan kelet-ázsiai kultúrákban használnak kalligráfiához és tusfestészethez. A tusrudak főként koromból és glutinenyvből készülnek olykor tömjénnel vagy gyógyhatású illatanyagokkal kiegészítve. A tintakészítéshez a tusrudat, kis mennyiségű víz felhasználásával, egy dörzskőhöz kell dörzsölni, ami egy sötét folyadékot hoz létre, melyet később tusecsettel visznek papírra. A művészek és kalligráfusok az elkészített tinta sűrűségét a dörzsölés intenzitásának és idejének csökkentésével vagy növelésével képesek szabályozni. A tusrúd, a papír, ecset és dörzskő mellett, a klasszikus kínai írásművészet négy kincsének egyike.

## Története

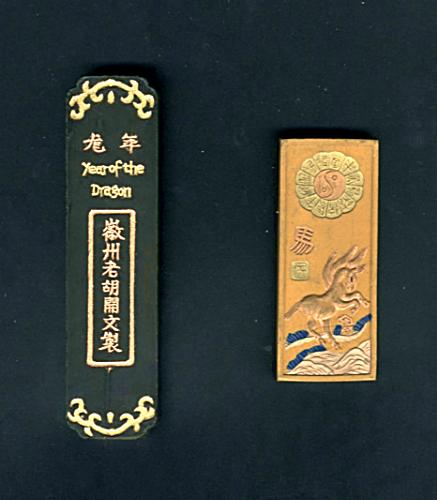
Egy emlékeztető kínai tusrúd gyűjtők számára

A kínai tinták legkorábbi leletei az i.e. 12. századba nyúlnak vissza, hol alkalmanként szenesített anyagokat, növényi színezékeket és állati eredetű tintákat használtak, melyek közül a leggyakoribbak az ásványi színezékek voltak. A grafit tartalmú ásványi színezékeket víz felhasználásával ledörzsölték, és ecsetekkel festették fel. A kínai tinta ásványi eredetéről a Keleti Han-dinasztia korának tudósa, Hszü Sen (許慎, i.sz. 58. – i.sz. 147.) beszélt. A Suo-ven csie-ceben azt írta „a tinta, melynek a szemantikus eleme a föld, fekete.” (墨，從土、黑也), ezzel utalva arra, hogy az elkészítés során felhasznált, sötét színű ásvány földi eredete miatt a „tinta” (墨) írásjele a „fekete” (黑) és a „föld” (土) írásjelekből áll. 

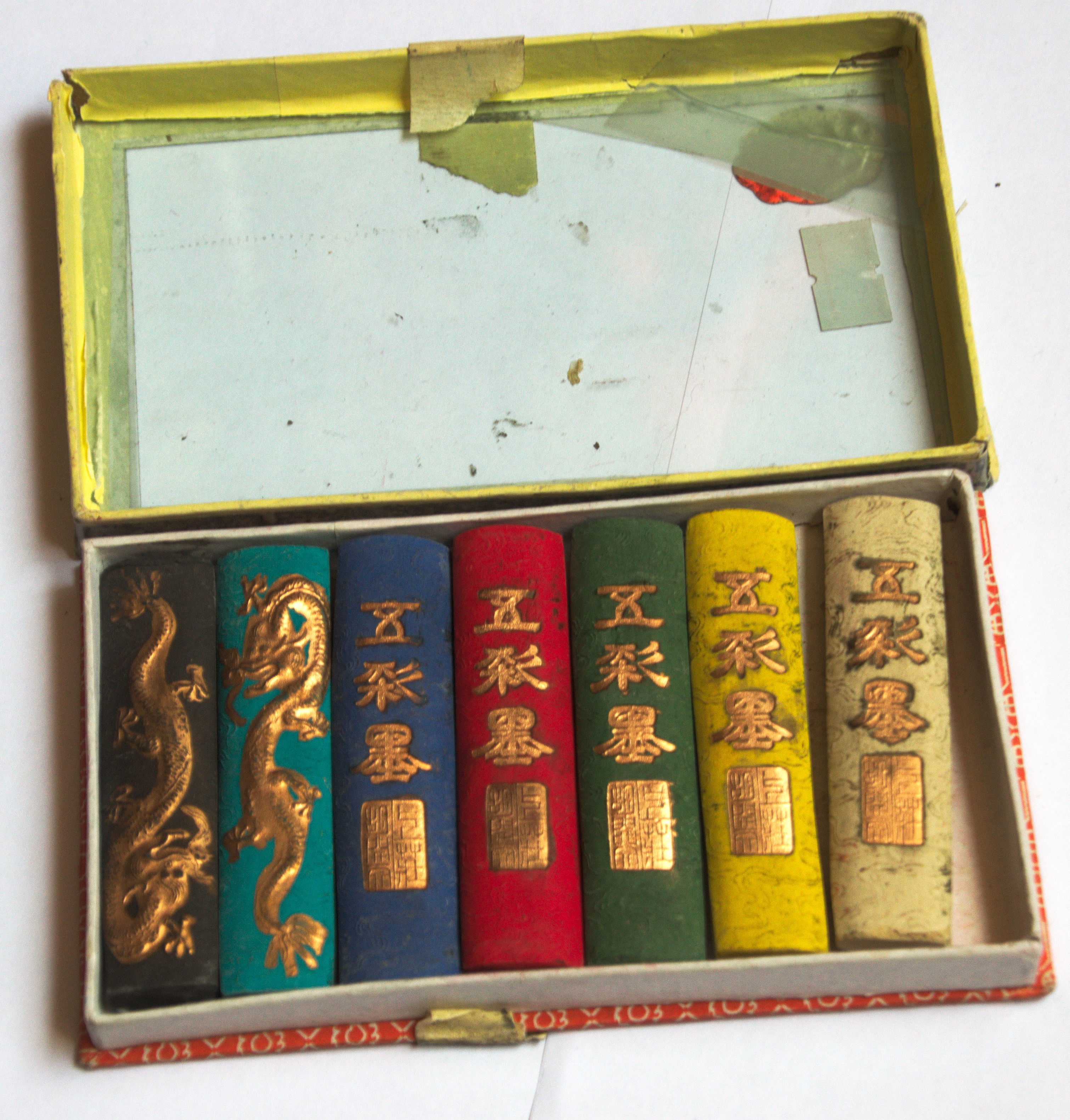
Kínai tusrudak, melyeket elsősorban kiemelésként használtak a Kínai festészetben

Az átmenet grafitos tinták használatától korom tinták és széntinták használatáig még a Sang-dinasztia kora előtt bekövetkezett. Különböző dinasztiákból származó leletek tintamaradványainak a vizsgálatából azt gondolják, hogy a Csou-dinasztia tintái kimondottan hasonlóak a Han-dinasztia tintáihoz. Ezek a korai tinták, azonban, egészen a Csin-dinasztiáig, valószínűleg folyékony vagy por formában voltak tárolva, melyek nem jól konzerválódtak, így a mivoltuk és összetételük csak festett tárgyakról és műalkotásokról tanulmányozható. Az első fizikai bizonyítékot ezekre a „modern” korom és glutinenyv tintákra a hadakozó fejedelemségek korából (i.e. 256 körül) származó sírkamrák régészeti feltárása során találtak. Ezt a tintát kézimunka által kis golyókká formálták, melyeket egy dörzskövön egy kisebb kő mozsártörő által dörzsöltek használható tintává. Sok golyó típusú tintát és dörzsölő szerszámot találtak Han-kori sírokban és nagyobb, rúd típusú tintákat a késő Keleti Han-korból. Ez utóbbi tinták felületén minták találhatók, ami arra utal, hogy összegyúrás által készültek.
Az egyik első írásos feljegyzés a tusrudakról Japánban a "Csimin Jaosúban" (齊民要術) van, mely az északi Vei-dinasztia korában íródott. A technikák kidolgozásáról, technikai követelményekről és hozzávalókról is vannak feljegyzések "Junlú Mancsao" (雲麓漫鈔) tizedik tekercsében és a "Tiangong kaivuban" (天工開物), Szong Jinghszing (宋應星) jelentős Ming-dinasztia kori enciklotédiájának „tinta” fejezetében.

## Elkészítése

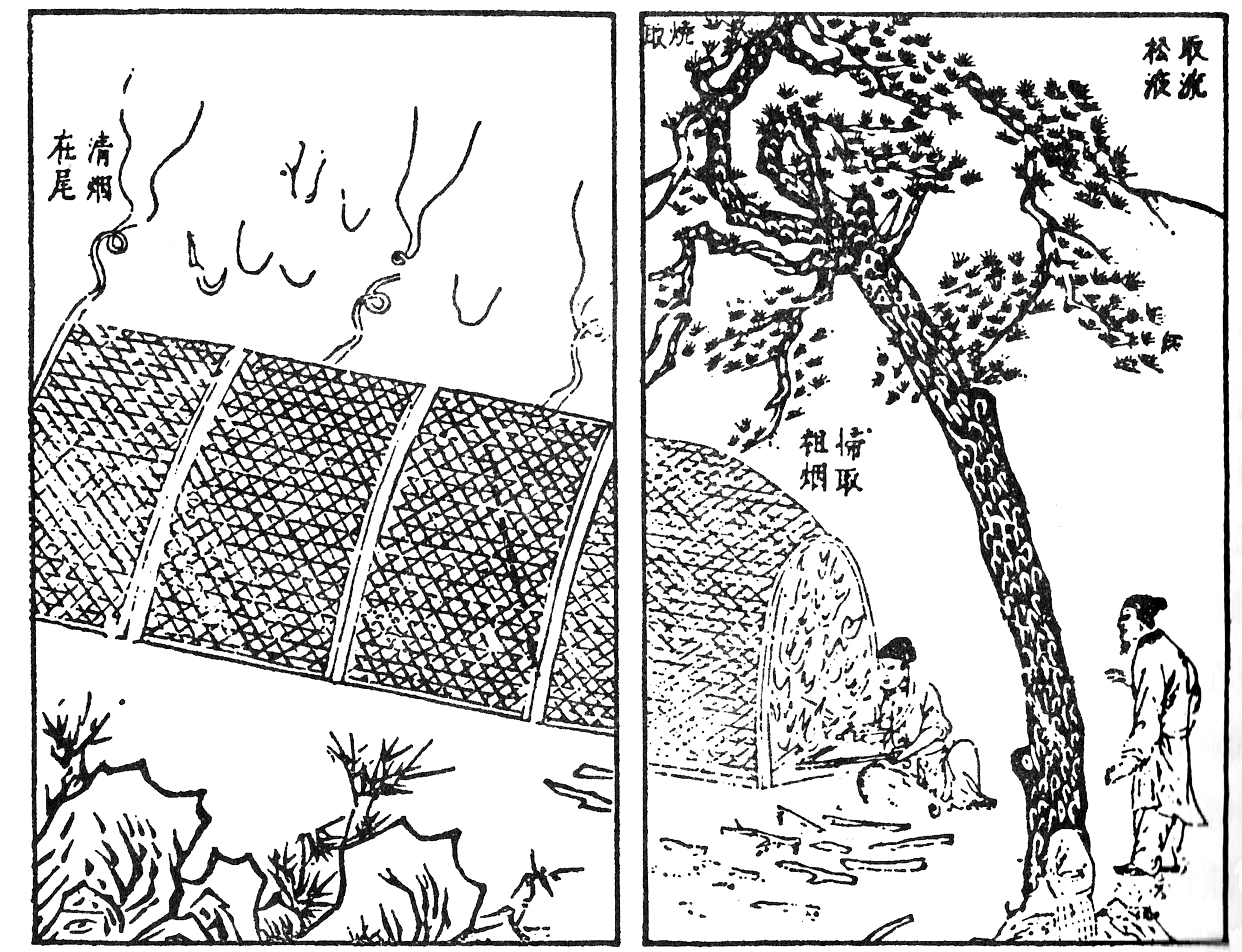
Kép a 15. századi műszaki dokumentumból, a Tiangong Kaivuból (天工開物), mely azt mutatja, hogyan égették a fenyőt egy kemence egyik végén, és gyűjtötték a kormot a másikról.

Általában a tusrudak koromból és glutinenyvből készülnek, olykor további hozzávalókkal a tartósítás vagy esztétika érdekében:
- Korom: A korom olyan olajok anoxikus égetése során képződik, mint a tung olaj, szójaolaj, teafaolaj vagy zsír, valamint olyan fák égetésével, mint a fenyő.
- Glutinenyv: A tusrudak összeragasztásához tojásfehérjét, halbőr és marhabőr enyvet használtak.
- Tömjén és orvosságok: A tusrudak külső megjelenésének javítása érdekében a készítés során használtak tömjént és gyógynövény kivonatokat a hagyományos kínai orvoslásból, mint például kőrist (Fraxinus chinensis), szappanfát, fehér szantálfát, keleti ámbrafát, vagy akár szarvas pézsmát, gyöngyház port. Ezek a hozzávalók tartósítószerként szolgálhattak.

A hozzávalókat precízen kimért arányban egy masszává dolgozták, aztán addig gyúrták, míg sima, egyenletes nem lett. Ez után a masszát elvágták, és formába tették, ahol lassan megszáradt. A rosszul elkészített tusrudak könnyen eltörnek vagy megrepedeznek a nem megfelelő gyúrás, pontatlan korom-enyv mérték vagy egyenetlen száradás miatt. 
A leggyakoribb tusrúd forma négyszögletes, kocka alakú, bár más formák is használatban voltak. A tusrudakon gyakran többféle felirat, kép volt, mely jelezte a készítő személyét és a tusrúd típusát. Olykor költészet és/vagy művészi kép is volt rajtuk. 
Azt mondják, a jó tintarúd kemény, mint a kő, a textúrája rinocéroszi és fekete, mint a lakk (堅如石，紋如犀，黑如漆). A dörzsölőfelülete kékes lilán ragyog, ha jó, feketén, ha nem olyan jó és fehéren, ha rossz. A legjobb tintarudak nem hangosak törzsölés közben a finom koromnak köszönhetően, ami nagyban mekkönnyíti a dörzsölést. A zajos, recsegő hang a rossz minőségre utal, és arra, hogy a tusrúd készítése alatt szemcsés kormot használtak. Egy tusrúd nem sértheti vagy karcolhatja meg a dözskövet, különben alsóbbrendűnek számít.

## Típusok
Sokféle tusrudat készítenek. Egy művész vagy kalligráfus különböző tintákat használhat egy adott ok vagy különleges hatás elérése érdekében.
- Olajos korom tinta: Tung olaj, vagy egyéb olajok égetésével készül. Ebben a fajtában több enyvet használnak, mint más típusokban, így nem folyik olyan könnyen. Meleg fekete színe van, és jó általános festészetre és kalligráfiára.
- Fenyőkorom tinta: Fenyőkoromból készül. Kevés enyvet használnak hozzá, így könnyebben folyik, mint az olajos korom tinták. Kékes fekete színe van, és jó kalligráfiára és gongbi festészetre.
- Lakk korom tinta: Koromból és száraz nyers lakkból készítik. Fényes megjelenésű, főleg festészetre alkalmas.
- Faszén tinta: Általános faszén felhasználásával készül. Ennél alkalmazzák a legkevesebb enyvet, szóval nagyon könnyen folyik a papíron. Főként kalligráfiához és szabad stílusú festészethez alkalmazzák.
- Kékes tinta (青墨): olaj vagy fenyőkorommal és egyéb hozzávalók hozzáadásával készül, egy kékes fekete tintát eredményez. Főként kalligráfiához használják.
- Színes tinta: Olajos korom tinta színanyagokkal vegyítve. A legnépszerűbb a cinóber tinta, amit kínai császárok használtak.
- Gyógyászati tinta: Általános tinta és gyógynövényes orvosságok keverékéből készül, mely ledörzsölve fogyasztható.
- Műgyűjtő tinta: Kimondottan díszes, különleges formájú tusrudak, melyek inkább gyűjtésre valók, mintsem tintakészítésre.
- Egyéni tinta: Olyan tinta, melyet egy művész készít, hogy megfeleljen a különleges igényeinek.

Minden tus típusban lehetnek további variációk a hozzávalók, finomság és korom tekintetében. Egy művész az ismeretei, a felhasznált papír, stb. alapján választja ki az igényeinek megfelelő tust.

## Fordítás
- Ez a szócikk részben vagy egészben  az   Inkstick című angol Wikipédia-szócikk ezen változatának fordításán alapul.  Az eredeti cikk szerkesztőit annak laptörténete sorolja fel. Ez a jelzés csupán a megfogalmazás eredetét és a szerzői jogokat jelzi, nem szolgál a cikkben szereplő információk forrásmegjelöléseként.